# Curzio Malaparte
Curzio Malaparte, född 9 juni 1898 i Prato, Toscana, död 19 juli 1957, var en italiensk författare, journalist och diplomat. Han föddes som Kurt Erich Suckert till en tysk far och en italiensk mor. Hans pseudonym anspelar på Bonaparte, italienska för "god del"; Malaparte betyder "ond del".
Han etablerade sig som offentlig intellektuell och skönlitterär författare på 1920-talet. Till hans mest framträdande verk från mellankrigstiden hör Technique du coup d'état (1931), en studie av den moderna statskuppen. Han hade ett komplicerat förhållande till Nationella fascistpartiet, som han stöttade genom flera tidskrifter, men hamnade i ständiga konflikter med och uteslöts från 1933. Efter att ha fängslats flera gånger levde han på 1940-talet i husarrest i sitt hus Casa Malaparte på Capri. Efter andra världskriget närmade han sig Romersk-katolska kyrkan och Italienska kommunistpartiet. Han skrev bland annat böckerna Kaputt (1944; på svenska 1948) och La pelle (1949) och regisserade en spelfilm, Il Cristo proibito (1951).
Asteroiden 3479 Malaparte är uppkallad efter honom.